# Роб Пейдж
Роберт Пейдж (англ. Robert Page, нар. 3 вересня 1974, Ллвинипія) — валлійський футболіст, що грав на позиції захисника. По завершенні ігрової кар'єри — тренер. Виконувач обов'язків головного тренера збірної Уельсу з осені 2020 року.

## Клубна кар'єра
Вихованець футбольної школи англійського «Вотфорда». Дорослу футбольну кар'єру розпочав 1993 року в основній команді того ж клубу, в якій провів вісім сезонів, взявши участь у 215 матчах чемпіонату. Більшість часу, проведеного у складі «Вотфорда», був основним гравцем команди.
2001 року був відданий в оренду до іншого англійського друголігового клубу «Шеффілд Юнайтед», пізніше того ж року уклав із ним повноцінний контракт і провів за його команду понад 100 ігор англійської першості протягом трьох років.
Згодом протягом 2004—2008 років грав за «Кардіфф Сіті», «Ковентрі Сіті» та «Гаддерсфілд Таун», а завершував ігрову кар'єру виступами за «Честерфілд» з четвертого англійського дивізіону протягом 2008—2011 років.

## Виступи за збірні
1991 року дебютував у складі юнацької збірної Уельсу (U-18), загалом на юнацькому рівні взяв участь у 6 іграх.
Протягом 1994–1995 років залучався до складу молодіжної збірної Уельсу. На молодіжному рівні зіграв у 6 офіційних матчах.
1996 року дебютував в офіційних матчах у складі національної збірної Уельсу. Загалом протягом кар'єри у національній команді, яка тривала 10 років, провів у її формі 41 матч.

## Кар'єра тренера
Розпочав тренерську кар'єру відразу ж по завершенні кар'єри гравця, 2011 року як тренер молодіжної команди клубу «Порт Вейл». За рік став асистентом головного тренера основної команди клубу, а 2014 року очолив її тренерський штаб.
Згодом протягом 2016–2017 років очолював «Нортгемптон Таун» та був асистентом головного тренера у «Ноттінгем Форест».
2017 року став головним тренером молодіжної збірної Уельсу. У серпні 2019 року прийняв пропозицію стати асистентом Раяна Гіггза у тренерському штабі головної збірної Уельсу.
У листопаді 2020 року був призначений виконувачем обов'язків головного тренера національної команди після арешту Гіггза за звинуваченням у побитті. Під керівництвом Пейджа валлійці вдало завершили виступи у Лізі B Ліги націй УЄФА 2020—2021, виборовши підвищення до Ліги A цього турніру. Навесні 2021 року стало відомо, що звинувачення щодо Гіггза стане предметом розгляду в суді, після чого було оголошено, що Пейдж продовжить роботу зі збірною Уельсу принаймні до завершення Євро-2020, відкладеного на червень-липень 2021 року.